# Karl Thaning
Karl Otto Thaning  es un actor sudafricano, conocido por haber interpretado a Nathan Richards en la serie Binnelanders y por dar vida a Jared Taylor en la serie SAF3.

## Biografía
Se graduó de la Universidad de Pacific en Stockton, California con una licenciatura en teatro y cine.
Salió con la actriz Nadia Valvekens.

## Carrera
En 2008 apareció en la miniserie Feast of the Uninvited, donde dio vida al capitán Phillip Brooks. En 2009 se unió al elenco recurrente de la serie sudafricana Binnelanders, donde interpretó al doctor Nathan Richards.
En 2012 obtuvo un papel secundario en la película Dredd, donde interpretó al corrupto juez Chan. En 2013 se unió al elenco de la serie SAF3, donde interpreta a Jared Taylor. En 2014 se unió al elenco recurrente de la serie estadounidense Black Sails, donde interpreta O'Malley.

## Carrera Deportiva
Karl es un retirado nadador especializado en eventos de estilo libre. Calificó para los 4 × 100 m de hombres en relevos como miembro del equipo de Sudáfrica en los Juegos Olímpicos de Atenas en el 2004 haciendo equipo con Gerhardus Zandberg, Terence Parkin y Eugene Botes en la manga 2, el equipo quedó decimotercero en la tabla general con un tiempo de 3:43.94.

## Filmografía

### Series de televisión
| Año         | Serie                  | Personaje           | Notas                                 |
| ----------- | ---------------------- | ------------------- | ------------------------------------- |
| 2016        | Tutankhamun            | Anthony Carruthers  | episodio # 1.2 - miniserie            |
| 2016        | Cape Town              | Carsten Petterson   | 4 episodios - miniserie               |
| 2014 - 2015 | Black Sails            | O'Malley            | 7 episodios                           |
| 2014        | Dominion               | Capitán Henderson   | episodio "The Flood"                  |
| 2013 - 2014 | SAF3                   | Jared Taylor        | 20 episodios                          |
| 2009        | Binnelanders           | Dr. Nathan Richards | 29 episodios                          |
| 2008        | Feast of the Uninvited | Phillip Brooks      | episodio "A Map Reddens"              |
| 2008        | Generation Kill        | Señor Goodwrench    | episodio "Screwby"                    |
| 2007        | Life Is Wild           | James Hasbrooke     | episodio "Games People Play"bbbbb     |
| 2006        | Interrogation Room     | Robert De Waal      | episodio "Crime"                      |
| 2005        | SOKO 5113              | Dennis Craven       | episodio "Kapstadt sehen und sterben" |
| 2005        | The Triangle           | Capitán             | episodio # 1.2 - miniserie            |
| 2002        | Cavegirl               | Marginado           | episodio "Exiles"                     |
| 2002        | Madam & Eve            | Doctor Bushnell     | episodio # 3.8                        |

### Películas
| Año  | Título                        | Personaje         | Notas |
| ---- | ----------------------------- | ----------------- | --- |
| 2012 | Dredd                         | Juez Chan         | junto a Karl Urban, Olivia Thirlby, Lena Headey, Wood Harris, Domhnall Gleeson & Langley Kirkwood                    |
| 2011 | Winnie                        | Oficial del Ferry | junto a Elias Koteas, Terrence Howard, Jennifer Hudson, Wendy Crewson & David Dukas                                  |
| 2009 | Endgame                       | Agente            | junto a William Hurt, Chiwetel Ejiofor, Jonny Lee Miller, Mark Strong, Derek Jacobi, Timothy West & Langley Kirkwood |
| 2008 | Exclusive!                    | Chuck             | junto a Warrick Grier, Stephen Jennings, Thembani Luzipho, Odidi Mfenyana & Gaetan Schmid                            |
| 2008 | Starship Troopers 3: Marauder | Someone           | junto a Casper Van Dien, Jolene Blalock, Stephen Hogan, Boris Kodjoe & Amanda Donohoe                                |
| 2008 | Doomsday                      | Piloto            | junto a Rhona Mitra, Bob Hoskins, Alexander Siddig, David O'Hara, Adrian Lester & Jeremy Crutchley                   |
| 2007 | To Be First                   | Johan van Heerden | junto a Rupert Graves, Ben Miles, Darrell D'Silva, Claire Berlein & Warwick Grier                                    |
| 2006 | Crossroads                    | Dr. P. Martin     | junto a Abena Ayivor, Nick Boraine, Jan Ellis & Mark Elderkin                                                        |
| 2005 | Supernova                     | Kenny             | junto a Luke Perry, Tia Carrere, Peter Fonda, Lance Henriksen, Emma Samms & Jeremy Crutchley                         |
| 2005 | 12 Days of Terror             | Charles Vansant   | junto a Colin Egglesfield, Mark Dexter, Jenna Harrison, John Rhys-Davies & Adrian Galley                             |
| 2005 | Einmal so wie ich will        | -                 | junto a Senta Berger, Götz George, Peter Simonischek, Jeanette Hain, Warrick Grier & Patrick Lyster                  |
| 2004 | Die Rosenzüchterin            | Soldado           | junto a Hannelore Elsner, Axel Milberg, Frank Giering, Eva Herzig & David Rott                                       |